# Gavarret-sur-Aulouste
Gavarret-sur-Aulouste település Franciaországban, Gers megyében. Lakosainak száma 138 fő (2022. január 1.). Gavarret-sur-Aulouste Lalanne, Miramont-Latour, Mirepoix, Montestruc-sur-Gers és Sainte-Christie községekkel határos.

## Népesség
A település népességének változása:
| Lakosok száma | 132  | 132  | 121  | 136  | 138  | 142  | 142  | 139  | 139  | 138  |
|               | 1968 | 1982 | 1990 | 2006 | 2013 | 2015 | 2017 | 2019 | 2020 | 2022 |